# Saison 2 de Better Call Saul
Chronologie
Saison 1 Saison 3
La deuxième saison de la série télévisée américaine Better Call Saul comporte 10 épisodes diffusés du 15 février au 18 avril 2016 sur AMC, aux États-Unis.

## Synopsis
La série se centre sur la vie de Jimmy McGill, avocat sans envergure, avant qu'il ne devienne l'homme de loi véreux Saul Goodman et qu'il ne rencontre les futurs trafiquants de méthamphétamine Walter White et Jesse Pinkman.

## Distribution

### Acteurs principaux
- Bob Odenkirk (VF : Cyrille Artaux) : Jimmy McGill / Saul Goodman
- Jonathan Banks (VF : Féodor Atkine) : Mike Ehrmantraut
- Rhea Seehorn (VF : Sylvie Jacob) : Kim Wexler
- Patrick Fabian (VF : Nicolas Marié) : Howard Hamlin
- Michael McKean (VF : François Dunoyer) : Charles « Chuck » McGill, le frère de Jimmy
- Michael Mando (VF : Nessym Guetat) : Nacho Varga

### Autres acteurs
Mark Margolis et Daniel et Luis Moncada reprennent leurs rôles de Breaking Bad dans le rôle de Hector "Tio" Salamanca et Leonel et Marco Salamanca, jouant respectivement l'oncle et les cousins de Tuco, qui sont des membres haut placés d'un cartel de la drogue mexicain.

## Production

### Développement
En juin 2014, lors de l'annonce du report de la diffusion de la première saison pour février 2015, AMC déclare avoir déjà commandé une deuxième saison de treize épisodes, ; elle sera finalement composée de dix épisodes.
D'abord évoqué à la fin de la diffusion de la première saison par le cocréateur Peter Gould, Vince Gilligan réaffirme l'apparition de plus de visages familiers de Breaking Bad cette saison que lors de la saison précédente.

### Tournage
La production de la deuxième saison de Better Call Saul a commencé en juin 2015, deux mois après la fin de la diffusion de la première saison. Better Call Saul est situé et filmé à Albuquerque, au Nouveau-Mexique.
Dans la première scène du premier épisode de la saison, Jimmy cache sa véritable identité sous son alias Gene Takavic alors qu'il travaille dans un Cinnabon situé dans un centre commercial d'Omaha, au Nebraska. Les scènes du Cinnabon dans Better Call Saul sont en réalité filmées au Cottonwood Mall à Albuquerque, au Nouveau-Mexique.

### Diffusions
Elle sera diffusée en simultanée à partir du 15 février 2016 sur AMC, aux États-Unis et au Canada.

## Liste des épisodes
Il est à remarquer que les premières lettres du titre de chaque épisode, en anglais, forment une anagramme de la phrase "Fring's Back". Cet indice caché par les scénaristes de la série annonce le retour dans la saison 3 de Gustavo Fring, personnage emblématique de la série Breaking Bad.

### Épisode 1:Un nouveau chapitre
- États-Unis /  Canada : 15 février 2016 sur AMC[7]
- France /  Belgique /  Suisse : 16 février 2016 sur Netflix[réf. nécessaire]

- États-Unis : 2,573 millions de téléspectateurs[9] (première diffusion)

Dans le présent, Jimmy travaille dans une cafétéria et se retrouve coincé pendant quelques heures dans le local poubelle du centre commercial. En attendant d'être libéré, il grave un message dans le mur : « SG was here. »

### Épisode 2:Le Gâteau à la crème
- États-Unis /  Canada : 22 février 2016 sur AMC
- France /  Belgique /  Suisse : 23 février 2016 sur Netflix

- États-Unis : 2,228 millions de téléspectateurs[10] (première diffusion)

Howard rend visite à Chuck et lui fait part du poste que Jimmy a obtenu chez Davis & Main. Mike rencontre Pryce au poste de police, il comprend vite que ce dernier est suspecté d'activité illicite. Il retrouve Nacho et trouve un arrangement : en échange des cartes de baseball et de 10 000 $, il obtient le Hummer de Pryce et toute l'histoire reste secrète.

### Épisode 3:Amarillo
Pour les articles homonymes, voir Amarillo (homonymie).
- États-Unis /  Canada : 29 février 2016 sur AMC
- France /  Belgique /  Suisse : 1er mars 2016 sur Netflix

- États-Unis : 2,201 millions de téléspectateurs[11] (première diffusion)

L'affaire Sandpiper fait intervenir deux études d'avocats HHM et Davis and Main qui collaborent. Alors que Jimmy participe à une réunion de travail, il est félicité pour avoir obtenu en trois semaines 200 nouveaux clients pour se joindre à l'action collective, Chuck émet alors quelques doutes devant les associés sur les méthodes employées par son frère, il soupçonne que Jimmy est allé démarcher les clients, ce qui serait de la sollicitation interdite. Rappelé à l'ordre par Kim, il promet d'utiliser des méthodes conformes au code de déontologie du Barreau américain pour solliciter de nouveaux pensionnaires. C'est alors que lui vient l'idée de créer une publicité, qu'il décide de réaliser et diffuser au nom de Davis and Main sans l'accord préalable de son patron. Le succès de cette démarche sera à double tranchant : les clients affluent mais les associés sont furieux.

### Épisode 4:Réquisitoire
- États-Unis /  Canada : 7 mars 2016 sur AMC
- France /  Belgique /  Suisse : 8 mars 2016 sur Netflix

- États-Unis : 2,199 millions de téléspectateurs[12] (première diffusion)

Les associés du cabinet de Jimmy sont furieux mais ils sont prêts à lui laisser une seconde chance, contrairement à Kim qui se retrouve cantonnée à des tâches administratives. Quand Jimmy veut s'arranger avec Chuck pour endosser la totale responsabilité et sortir Kim de sa situation, il trouve son frère en pleine crise de sensibilité électromagnétique et doit le veiller toute la nuit. Le lendemain, Jimmy essaie de faire admettre à Chuck qu'il souhaite qu'il abandonne le métier d'avocat mais Chuck nie.

### Épisode 5:Rebecca
- États-Unis /  Canada : 14 mars 2016 sur AMC
- France /  Belgique /  Suisse : 15 mars 2016 sur Netflix

- États-Unis : 1,992 million de téléspectateurs[13] (première diffusion)

### Épisode 6:Bali Ha'i
- États-Unis /  Canada : 21 mars 2016 sur AMC
- France /  Belgique /  Suisse : 22 mars 2016 sur Netflix

- États-Unis : 2,105 millions de téléspectateurs[14] (première diffusion)

### Épisode 7:Regonflé
- États-Unis /  Canada : 28 mars 2016 sur AMC
- France /  Belgique /  Suisse : 29 mars 2016 sur Netflix

- États-Unis : 2,031 millions de téléspectateurs[15] (première diffusion)

Jimmy se souvient qu'enfant, il était capable de repérer les arnaqueurs voulant profiter de la gentillesse de son père. L'un d'eux lui a fait remarquer qu'il était doué mais qu'il devait choisir de quel bord il sera.

### Épisode 8:Fifi
- États-Unis /  Canada : 4 avril 2016 sur AMC
- France /  Belgique /  Suisse : 5 avril 2016 sur Netflix

- États-Unis : 1,93 million de téléspectateurs[16] (première diffusion)

Jimmy accepte la proposition de Kim et lui suggère de chercher un moyen de garder son contrat avec Mesa Verde avant de démissionner. Elle préfère être honnête avec Howard, commençant une course pour le client. Kim convainc mais quand il apprend la nouvelle, Chuck décide de venir en aide à Howard pour garder le contrat au sein de HHM, cachant sa phobie pendant les négociations avant de s'effondrer. Alors que Jimmy prépare le spot publicitaire de son futur cabinet avec les étudiants en cinéma en infiltrant une base militaire de l'US Air Force, Kim apprend que Mesa Verde va rester chez HHM, lui faisant repenser à son projet fou. Jimmy la soutient, mais quand il rend visite à Chuck, mal en point, il profite du sommeil de son frère pour falsifier les dossiers de Mesa Verde.

### Épisode 9:La Roue de la fortune
- États-Unis /  Canada : 11 avril 2016 sur AMC
- France /  Belgique /  Suisse : 12 avril 2016 sur Netflix

- États-Unis : 2,059 millions de téléspectateurs[17] (première diffusion)

Mike réussit le braquage d'un des camions de Hector, dont il tire 250 000 $ en liquide. Quand il apprend le braquage, Nacho suspecte immédiatement Mike, car seul lui aurait épargné le chauffeur. Mike avoue et admet avoir commis le braquage non pas pour l’argent mais pour attirer l’attention sur Hector, mais la seule conséquence fut la mort de celui qui avait retrouvé le chauffeur dans le désert.

### Épisode 10:Klick
- États-Unis /  Canada : 18 avril 2016 sur AMC
- France /  Belgique /  Suisse : 19 avril 2016 sur Netflix

- États-Unis : 2,263 millions de téléspectateurs[18] (première diffusion)

Quelques années auparavant, Jimmy et Chuck ont assisté ensemble à l'agonie de leur mère. Jimmy absent pour aller chercher à manger, Chuck est seul quand leur mère reprend brièvement conscience et appelle Jimmy avant de rendre son dernier souffle ; Chuck ne dira rien à ce sujet à son frère.
À la suite de sa chute dans l'imprimerie, Chuck est rapidement pris en charge et transporté à l'hôpital grâce à l'aide de son frère présent sur les lieux au moment de l'accident. Cependant, l'arrivée fulgurante de Jimmy laisse planer un doute quant à son innocence. Ernesto, qui accompagnait l'avocat hypersensible aux ondes électriques au moment de sa chute, aide Jimmy par un mensonge : il affirme que c'est lui qui avait demandé à Jimmy de venir. Néanmoins, Chuck reste persuadé que son frère a falsifié le dossier Mesa Verde et va tout faire pour le prouver, quitte à user de tous les moyens : il annonce soudainement qu'il prend sa retraite et crée dans sa maison une cage de Faraday avec des couvertures métalliques, prétextant que les ondes l'ont rendu incapable d'effectuer son métier d'avocat. Jimmy finit par lui avouer la falsification des documents afin de le rassurer sur ses capacités, ignorant que Chuck enregistre toute la conversation avec un magnétophone.

## Accueil

### Accueil critique
Sur Allociné, la deuxième saison a obtenu une note de 4,3/5 avec 313 notes.
La deuxième saison de Better Call Saul a été acclamée par la critique. Sur Rotten Tomatoes, la deuxième saison a un score de 97%, basé sur 31 critiques, avec une note moyenne de 8,7/10. Le consensus critique du site indique que "Better Call Saul continue de resserrer son emprise sur les téléspectateurs avec une série d'épisodes qui injectent un élan d'énergie dramatique tout en mettant en valeur les charmes de son talentueux leader". 
Sur le site d'agrégation de critiques Metacritic, la deuxième saison a obtenu un score de 85 sur 100, sur la base de 18 critiques, ce qui indique des "louanges générales". 